# یواس‌اس هورنت (سی‌وی-۱۲)
یواس‌اس هورنت (سی‌وی-۱۲) (به انگلیسی: USS Hornet (CV-12)) یک کشتی بود که طول آن As built:
۸۲۰ فوت (۲۵۰ متر) waterline
۸۷۲ فوت (۲۶۶ متر) overall بود. این کشتی در سال ۱۹۴۳ ساخته شد. ارتش ایالات متحده آمریکا این کشتی را به موزه نظامی تبدیل کرد.